# デイノスクス
デイノスクス（学名：Deinosuchus）は、約8,000万- 7,300万年前（中生代白亜紀末期カンパニアン- マーストリヒチアン）の北アメリカ大陸に棲息していた、既知で史上最大級のワニ。正鰐類ワニ目アリゲーター上科に分類される肉食性爬虫類。テキサス州のペロー自然科学博物館に保存の良い完全な頭蓋骨が存在する。

## 呼称
学名は古代ギリシア語: δεινος (deinos) 「怖ろしい」 + σουχος (souchos) 「ワニ」の合成語。
本属のシノニムには、Polydectes（ポリデクテス）と Phobosuchus（フォボスクス）がある。

## 特徴

化石種含む大型ワニ形類の比較図（デイノスクスは黄色、緑色は現生するイリエワニの最大個体）

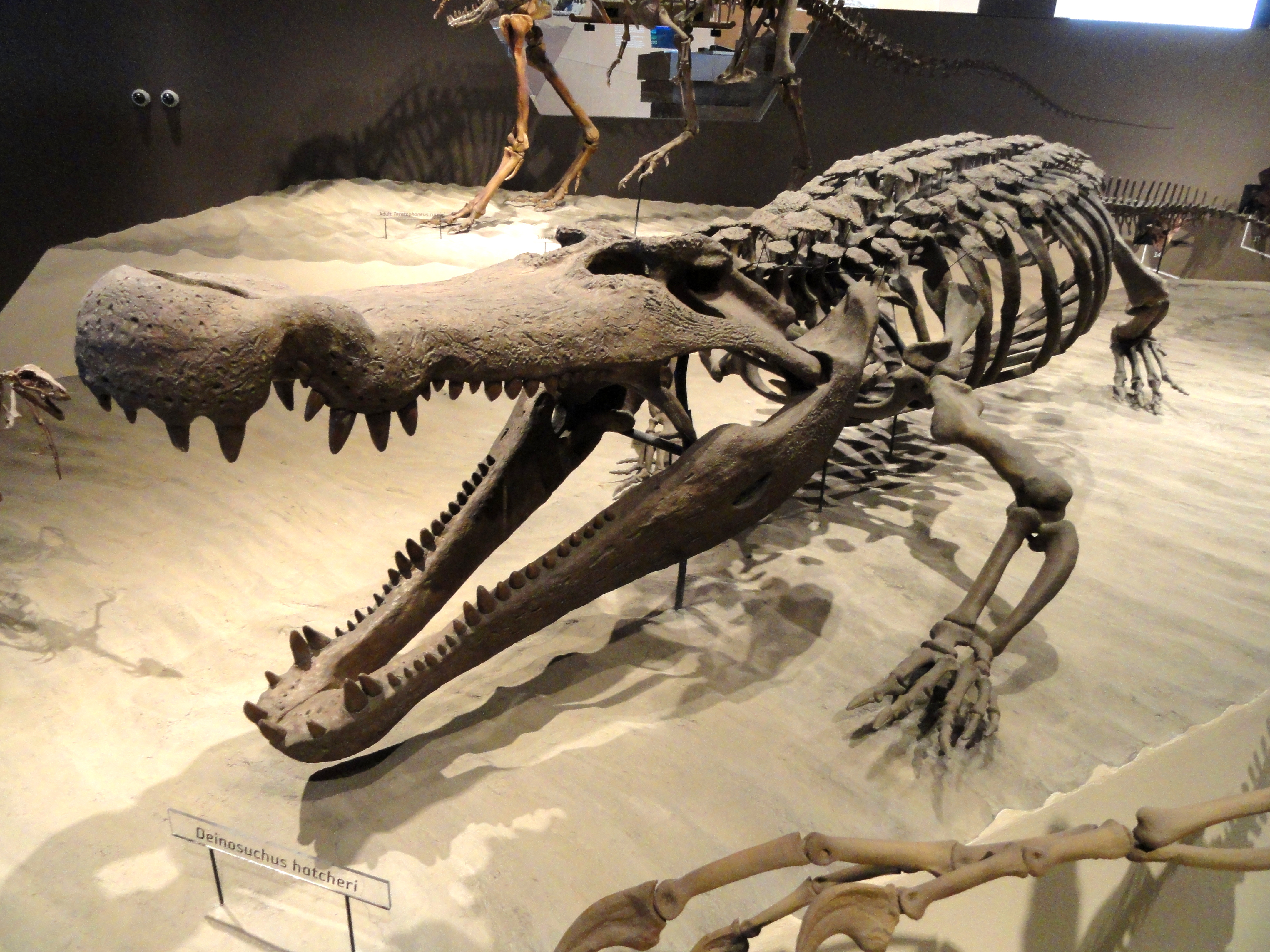
D. hatcheriの復元骨格。ユタ自然史博物館の展示品。

現在のところ発見されているのは保存の良い完全な全長約180センチメートルの頭蓋骨のみで、他に発見されたのは脊椎や肋骨などの一部であるが、その大きさから全長は最大で12メートル、体重は8.5トンに達するのではないかと推測され、史上最大のワニの1つと言われている。これは現存するワニの最大種であるイリエワニの全長の約2倍で、体重は約8倍である。しかし、近年の研究では、その数値は過大なものではないかともされ、10メートル程度だったとする説もある。なお、かつては全長を15メートルとする説もあったが、現在は否定されている。骨の研究も行われ、その結果、寿命は約50年と推測され、その頭蓋骨は現生のワニ同様に骨性二次口蓋を具えていた。
巨大なワニ形類としては他にもサルコスクスやプルスサウルスなどが発見されているが、どれが最大の属であるのかについては判断するに足る確実な情報が乏しいため不明である。ただし、デイノスクスの全長がサルコスクスと同等かそれ以上であれば、体重の面ではより細身のサルコスクスを上回ると考えられる。

## 生態

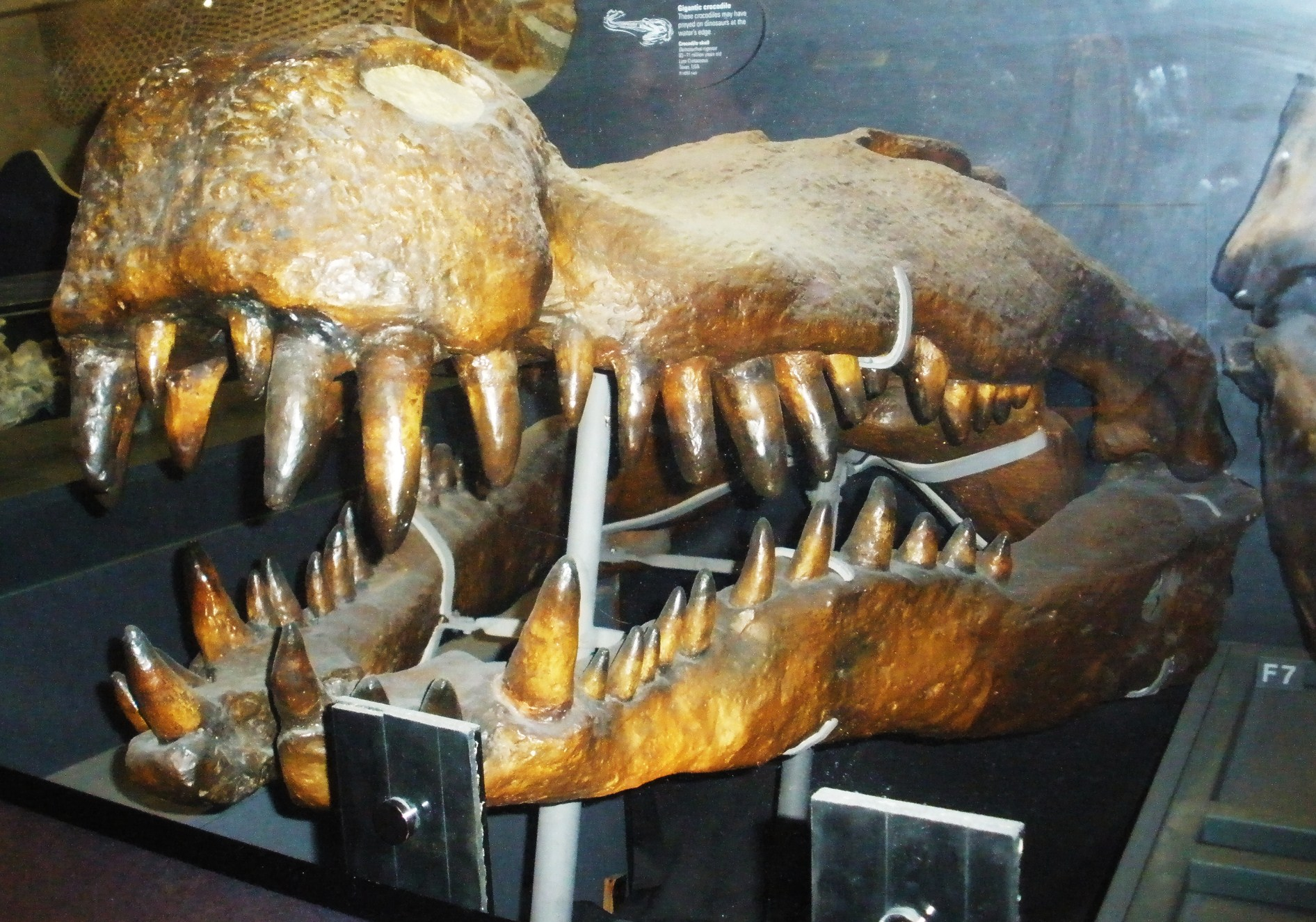
D. rugosusの頭骨。ロンドン自然史博物館の展示品。

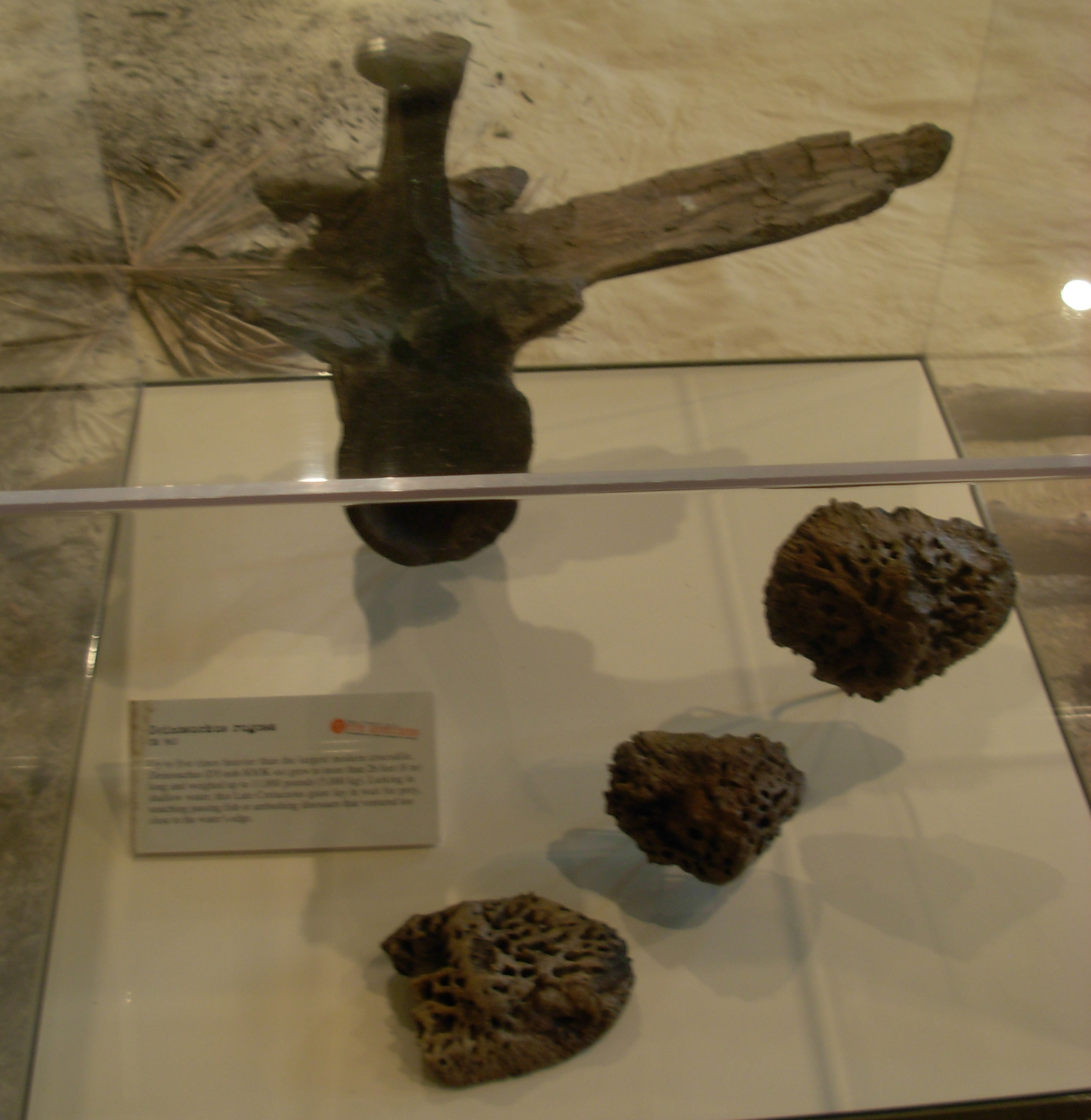
デイノスクスの骨皮たちと椎骨

現生のワニ類と同じく、水際に潜んで獲物を狙う捕食動物であり、魚を始めとする水棲動物のほか、水辺に近づくハドロサウルス類などの植物食恐竜等の陸棲動物も獲物にしていたと思われる。また、噛み付く力も非常に強く、ティラノサウルスと同等またはそれ以上の咬合力があったのではないかと推測されている。
しかし一方で、近縁のアリゲーターより若干胴が短く、四肢が長いことから、陸上と水中の両方で棲息していた可能性も指摘されている。